# Tongo Field
Het Tongo Field is een multifunctioneel stadion in Kenema, een stad in Sierra Leone. 
Het stadion wordt vooral gebruikt voor voetbalwedstrijden, de voetbalclub FC Gem Stars maakt gebruik van dit stadion. In het stadion is plaats voor 2.000 toeschouwers. 